# Station Kerzers
Station Kerzers (Duits: Bahnhof Kerzers, Frans: Gare de Chiètres) is een spoorwegstation in de gemeente Kerzers (Frans: Chiètres) in het Zwitserse kanton Fribourg. Het station ligt op de kruising tussen de Spoorlijn Bern - Neuchâtel van BLS en de Spoorlijn Palézieux–Lyss van de SBB.

## Treindiensten

### Nationaal
| Serie | Treinsoort       | Route                                          | Bijzonderheden |
| ----- | ---------------- | ---------------------------------------------- | -------------- |
| IR 66 | InterRegio (BLS) | La Chaux-de-Fonds – Neuchâtel – Kerzers – Bern |                |

### Regionaal
| Serie | Treinsoort        | Route                                                                                     | Bijzonderheden |
| ----- | ----------------- | ----------------------------------------------------------------------------------------- | -------------- |
| S 5   | S-Bahn Bern (BLS) | Bern – Bern Brünnen Westside – Kerzers [– Ins – Neuchâtel ] / [– Murten/Morat – Payerne ] |                |
| S 9   | RER Vaud (SBB)    | Lausanne – Puidoux – Palézieux – Payerne – Avenches – Murten/Morat – Kerzers              |                |
| S 52  | S-Bahn Bern (BLS) | Bern – Bern Brünnen Westside – Kerzers – Ins                                              |                |

## Galerij

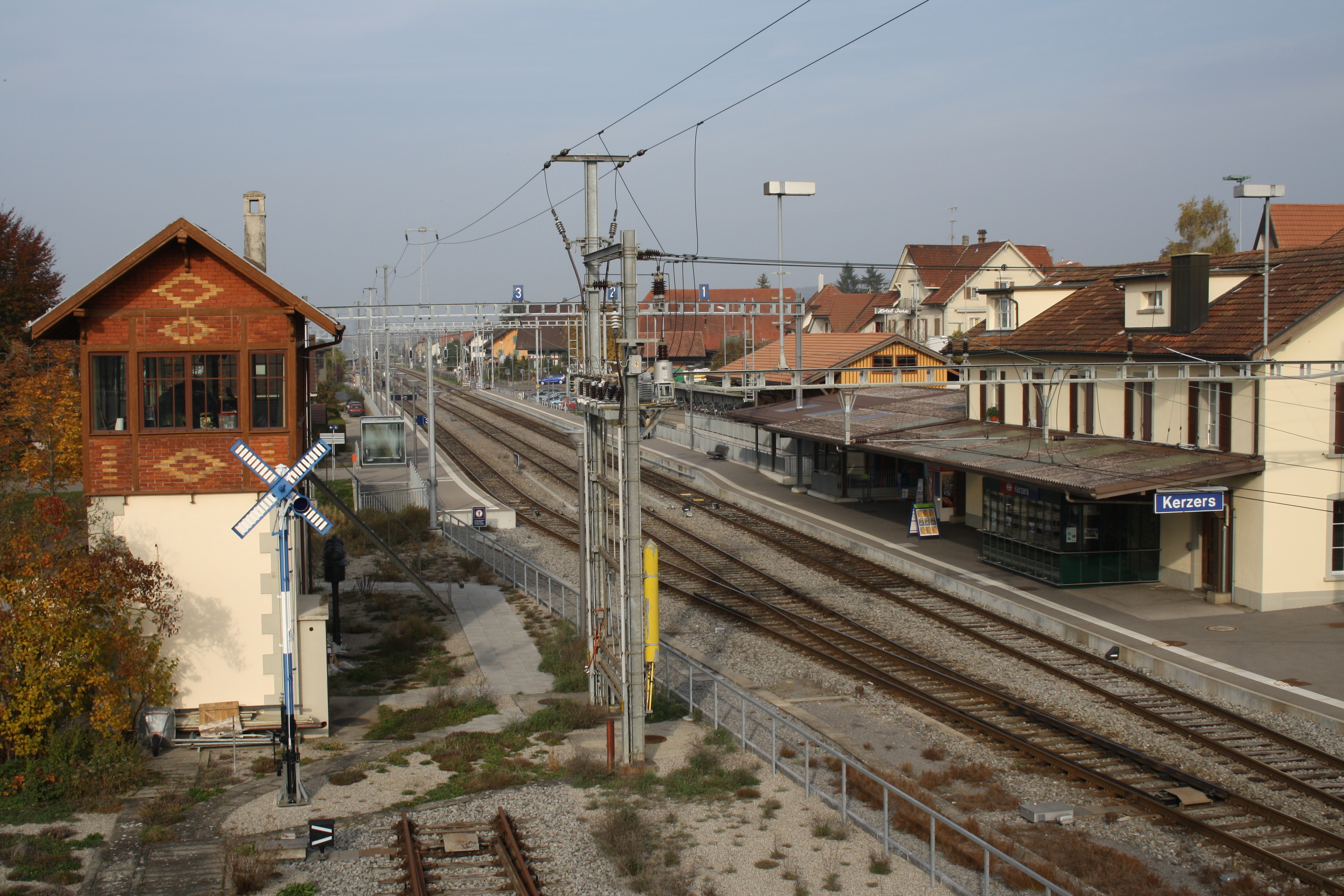
Stationsoverzicht in 2009
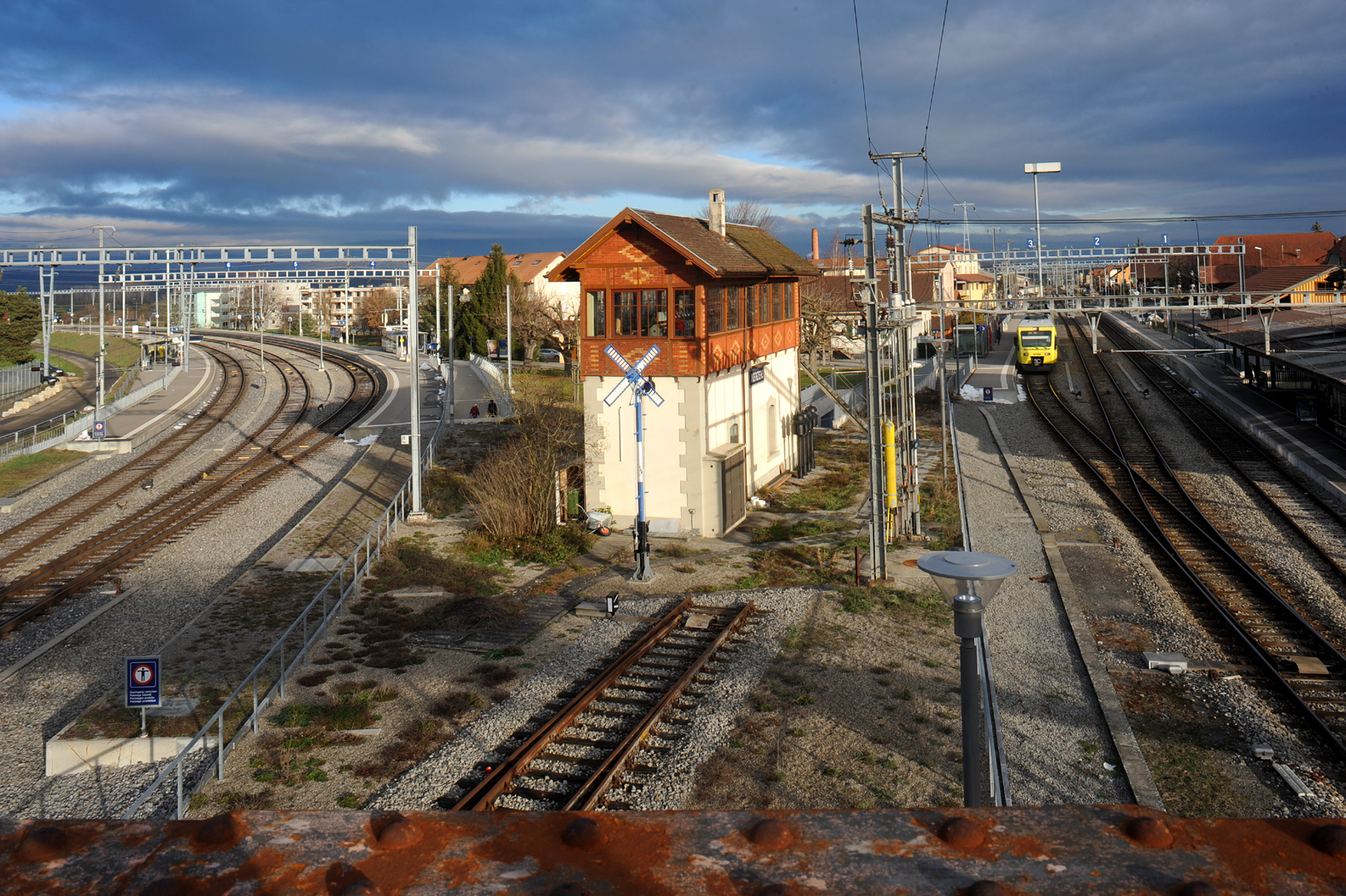
Monumentaal seinhuis in 2010
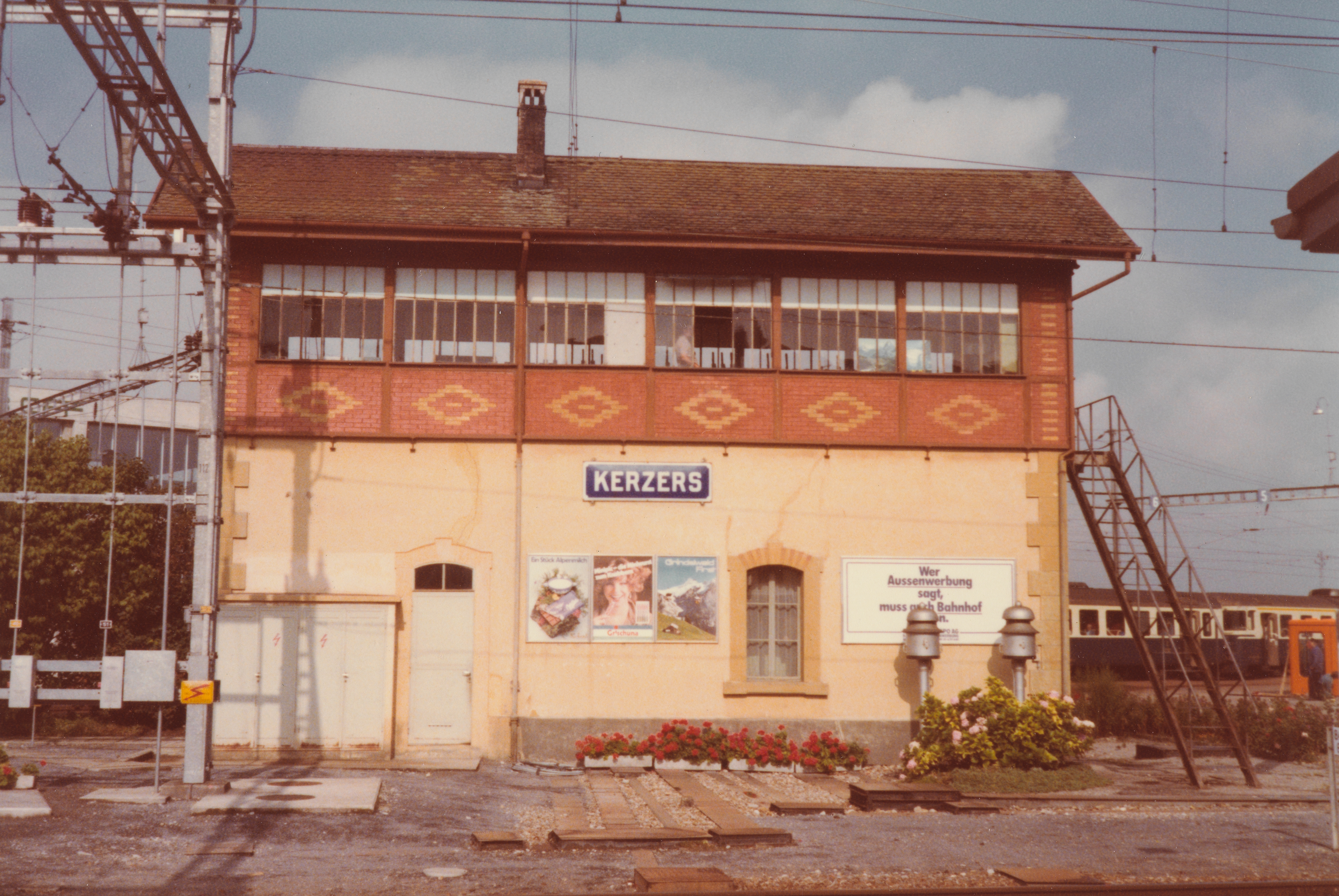
Seinhuis in 1979